# Kian Egan
Cian John Francis Egan, bardziej znany jako Kian Egan (ur. 29 kwietnia 1980 w Sligo) – irlandzki piosenkarz, członek irlandzkiego zespołu popowego Westlife.

## Życiorys
Urodził się w irlandzkiej miejscowości Sligo jako syn Patricii i Kevina Eganów. Wychowywał się z trzema braćmi: Tomem, Gavinem i Colmem oraz trzema siostrami: Vivienne, Marielle i Fenellą. Uczęszczał do Summerhill College w Sligo. Grał w piłkę nożną w lokalnej drużynie. Wystąpił jako Kenickie w szkolnym przedstawieniu Grease.
Pracował w niepełnym wymiarze godzin w sklepie z ubraniami, gdzie odkrył on swoją miłość do Dolce & Gabbana i innych projektantów takich jak Alexander McQueen i Nicole Farhi.
Opanował umiejętność gry na gitarze i fortepianie. Występował w trzech lokalnych grupach rockowych, punkrockowym Skrod i popowym zespole IOU. Pierwszą płytę, którą faktycznie kupił, była Metallica, a jego muzycznym idolem stał się Michael Jackson.
W latach 1997–2012 był członkiem irlandzkiego zespołu popowego Westlife i również autorem piosenek „Don't Let Me Go” (1999) i „When You Come Around” (2001).
W czasie świąt Bożego Narodzenia 2007 roku zaręczył się z aktorką Jodi Albert (Danny z komedii romantycznej Popcorn). Wzięli ślub 9 maja 2009 roku na Barbadosie. Otworzyli razem klub „Monkey” w Sligo. Mają trzech synów: Koa (ur. 20 grudnia 2011), Zekeya (ur. 21 maja 2015) i Cobi'ego (ur. 29 września 2017).

## Dyskografia

### albumy solowe
- 2014: Home (wyd. Rhino Records)[1]

### single
- 2014: „Home” (wyd. Rhino Records)[1]
- 2014: „I'll Be” (wyd. Rhino Records)[1]